# آزمایش هسته‌ای کره شمالی (۲۰۱۳)
در ۱۲ فوریه ۲۰۱۳، رسانه دولتی کره شمالی اعلام کرد که یک آزمایش هسته‌ای زیرزمینی خود را انجام داده که سومین آزمایش آن در هفت سال گذشته محسوب می‌شود. لرزه‌ای که دارای مقیاس بزرگی گشتاوری ۴٫۹ بود (بعدها به ۵٫۱ اصلاح شد) توسط مرکز شبکه‌های زلزله چین، کمیسیون مقدماتی سازمان معاهده منع جامع آزمایش‌های هسته‌ای و سازمان زمین‌شناسی ایالات متحده آمریکا شناسایی شد. در پاسخ، ژاپن جلسه اضطراری سازمان ملل متحد را برای ۱۲ فوریه فراخواند و کره جنوبی وضعیت آماده باش نظامی خود را افزایش داد. مشخص نیست که این انفجار هسته ای بوده یا یک انفجار معمولی که برای تقلید از انفجار هسته ای طراحی شده است. تا دو روز پس از انفجار، بازرسان چینی، ژاپنی و کره جنوبی موفق به شناسایی تشعشعات نشده بودند.